# Pompeo Baldasseroni

Leggi e costumi del cambio, 1805 (Fondazione Mansutti, Milano).

Pompeo Baldasseroni (Livorno, 23 settembre 1743 – Brescia, 6 dicembre 1807) è stato un avvocato e giurista italiano.

## Biografia
Il conte Pompeo Baldasseroni è il fratello maggiore di Ascanio, con cui creò uno studio legale nella città natale, dopo aver conseguito una laurea in legge all'Università di Pisa. Fu uditore presso la Rota civile e penale di Genova. Nel 1780 Maria Teresa Cybo-Malaspina, duchessa di Massa e Carrara, gli affidò l'incarico di scrivere un regolamento sulle lettere di cambio, che fu promulgato due anni dopo. Avendo studiato l'argomento a lungo, Baldasseroni scrisse un trattato sulle leggi e le consuetudini italiane nel settore dei cambi. La sua opera, il Trattato sulle lettere di cambio, espone in modo chiaro e preciso le norme dell'epoca, riscuotendo un notevole successo. Il volume fu pubblicato nel 1784 a Genova per poi essere replicato a Firenze due anni dopo, nel 1805 a Modena e a Venezia. Tra gli atti più importanti della sua attività magistrale, Baldasseroni compose una motivazione di sentenza sul diritto di un assicurato di ottenere un risarcimento per la perdita di un'imbarcazione anche a più di un anno dalla mancanza di informazioni sull'esito della spedizione navale.